# Lijst van vlaggen van Estland
Dit is een lijst van vlaggen van Estland.

## Nationale vlag (perFIAV-codering)
|          | Civiele vlag | Staatsvlag | Oorlogsvlag |
| -------- | ------------ | ---------- | ----------- |
| Te land  | · ?          | · ?        | · ?         |
| Te water | · ?          | · ?        | · ?         |

## Vlaggen van bestuurders
| Vlag | Periode | Functie                      | Beschrijving                                                              |
| ---- | ------- | ---------------------------- | ------------------------------------------------------------------------- |
|      |         | Presidentiële vlag (te land) | Nationale driekleur met het nationale wapen en lauwertakken in het midden |
|      |         | Presidentiële vlag (ter zee) | Nationale driekleur met het nationale wapen en lauwertakken in het midden |
|      |         | Minister van Defensie        | Nationale driekleur met het nationale wapen links van het midden          |

## Militaire vlaggen
De oorlogsvlag is reeds in de eerste tabel te vinden.
| Vlag | Periode | Functie | Beschrijving |
| ---- | ------- | ------- | ------------ |
|      |         | Geus    |              |

## Taalvlaggen
| Vlag | Periode | Functie       | Beschrijving |
| ---- | ------- | ------------- | ------------ |
|      |         | Vlag van Võro |              |